# Société suisse d'héraldique
 (juin 2020).
La Société suisse d'héraldique ou SSH (Schweizerische Heraldische Gesellschaft en allemand, Società Svizzera di Araldica en italien) est une société savante qui a pour but l'étude de l'héraldique,,,,, ainsi que des sciences annexes telles que la sigillographie, la numismatique, la vexillologie et l'histoire de l’art.

## Publications
- Archives héraldiques suisses (depuis 1886) paraissant une fois par an ;
- Archivum Heraldicum (1953 – 1987), fait partie intégrante des Archives héraldiques suisses depuis 1988 ;
- Guide héraldique de la Suisse (6 cahiers) ;
- Manuel généalogique suisse (4 volumes)[9].

Elle tient également un armorial de ses membres.